# Miles (fill de Lèlex)
Miles (en grec antic: Μύλης), segons la mitologia grega, va ser un heroi lacedemoni. Era fill de Lèlex i de Cleocària. Va ser el pare d'Eurotas. Algunes tradicions diuen que Eurotas era directament fill de Lèlex.
És germà de Policàon, Bumolc i Ternape. Va succeir el seu pare com a rei de Lacònia. Una tradició el considera l'inventor del molí.